# Rotterdam Terror Corps
Rotterdam Terror Corps е нидерландска габба група, сформирана през 1993 г., известна със своя твърд ритъм, считана от мнозина за пионер в жанра.
Първоначално включва 5 нидерландски диджеи: Dj Distortion, Mc Raw, Dj Reanimator, Dj Petrov и Dj Rob. Сега са останали само 2 DJ в групата. DJ Петров и DJ Роб изоставят групата. Reanimator (Patrick Moerland), произвел своя първи албум, я напуска 2 пъти, но втория път завинаги заради скандал с DJ Distortion.
DJ Distortion (George Ruseler) създава музиката, а MC Raw (Ricky Peroti) пее. Техният символ се състои от череп със слушалки.
Rotterdam terror corps са работили с много други диджеи и продуценти, включително и Bass-D, The Headbanger, Neophyte, King Matthew и Dj Macabre. Иимат много спечелени награди, най-известните са il Best Live Act и Best Mc (1996).